# Paxton (Flórida)
Paxton é a única vila localizada no estado americano da Flórida, no condado de Walton. Foi incorporada em 1952.

## Geografia
De acordo com o United States Census Bureau, a vila tem uma área de 10,4 km², onde 9,7 km² estão cobertos por terra e 0,7 km² por água.

### Localidades na vizinhança
O diagrama seguinte representa as localidades num raio de 32 km ao redor de Paxton.

## Demografia
Segundo o censo nacional de 2010, a sua população é de 644 habitantes e sua densidade populacional é de 66,5 hab/km². É a localidade menos populosa do condado de Walton e a que, em 10 anos, teve a maior redução populacional do condado. Possui 310 residências, que resulta em uma densidade de 32 residências/km².